# Plectranthias moretonensis
Plectranthias moretonensis là một loài cá biển thuộc chi Plectranthias trong họ Cá mú. Loài này được mô tả lần đầu tiên vào năm 2021.

## Từ nguyên
Từ định danh moretonensis được đặt theo tên gọi của vịnh Moreton, nơi mà mẫu định danh của loài cá này được thu thập.

## Phân bố
P. moretonensis hiện chỉ được biết đến ở bờ vịnh Moreton ngoài khơi đảo Stradbroke (Úc), được tìm thấy ở độ sâu khoảng 77 m.

## Mô tả
Chiều dài lớn nhất được biết đến ở P. moretonensis là 3,2 cm. Màu sắc khi mẫu vật còn tươi không được ghi chép lại. Mẫu vật đã bảo quản trong cồn có màu nâu nhạt, thêm một vài đốm sẫm màu trên gáy và chẩm.
Số gai vây lưng: 10; Số tia vây lưng: 16; Số gai vây hậu môn: 3; Số tia vây hậu môn: 7; Số tia vây ngực: 13; Số vảy đường bên: 27–29.